# Овід (селище, Нью-Йорк)
Овід (англ. Ovid) — селище (англ. village) в США, в окрузі Сенека штату Нью-Йорк. Населення — 534 особи (2020).

## Географія
Овід розташований за координатами 42°40′32″ пн. ш. 76°49′22″ зх. д. / 42.67556° пн. ш. 76.82278° зх. д. (42.675648, -76.822897).  За даними Бюро перепису населення США в 2010 році селище мало площу 1,03 км², уся площа — суходіл.

## Демографія
Згідно з переписом 2010 року, у селищі мешкали 602 особи в 251 домогосподарстві у складі 145 родин. Густота населення становила 585 осіб/км².  Було 283 помешкання (275/км²).
Расовий склад населення:
| - 93,7 % — білих - 1,7 % — чорних або афроамериканців - 0,8 % — азіатів - 0,2 % — корінних американців - 1,2 % — осіб інших рас |

До двох чи більше рас належало 2,5 %. Частка іспаномовних становила 2,3 % від усіх жителів.
За віковим діапазоном населення розподілялося таким чином: 22,4 % — особи молодші 18 років, 61,8 % — особи у віці 18—64 років, 15,8 % — особи у віці 65 років та старші. Медіана віку мешканця становила 39,3 року. На 100 осіб жіночої статі у селищі припадало 93,6 чоловіків;  на 100 жінок у віці від 18 років та старших — 87,6 чоловіків також старших 18 років.
Середній дохід на одне домашнє господарство  становив 64 236 доларів США (медіана — 43 393), а середній дохід на одну сім'ю — 58 312 долари (медіана — 39 583). Медіана доходів становила 39 167 доларів для чоловіків та 47 981 долар для жінок. За межею бідності перебувало 11,8 % осіб, у тому числі 1,4 % дітей у віці до 18 років та 20,9 % осіб у віці 65 років та старших.
Цивільне працевлаштоване населення становило 265 осіб. Основні галузі зайнятості: освіта, охорона здоров'я та соціальна допомога — 29,1 %, мистецтво, розваги та відпочинок — 11,7 %, будівництво — 10,2 %, транспорт — 9,8 %.